# Walter Riesco
Walter Omar Riesco Salvo (Santiago, 8 de mayo de 1934 - Santiago, 11 de diciembre de 2009) fue un abogado, académico, empresario y dirigente gremial chileno, presidente de la Confederación de la Producción y del Comercio (CPC), la principal organización empresarial de su país, entre 1996 y 2000.

## Vida
Fue hijo de Jorge Riesco Undurraga (1907-1989) y Fresia Elisa Salvo, tuvo por hermano a Eduardo Riesco Salvo.
Estudió en el Instituto de Humanidades Luis Campino y luego la carrera de derecho en la Pontificia Universidad Católica de Chile, titulándose de abogado en el año 1962.
En 1960 contrajo matrimonio con Ester Valdivieso, con quien tuvo cinco hijos, Ignacio Javier, Jorge José, Juan Pablo, Manuel Francisco y María Carolina.

### Vida pública
En 1964 fue abogado jefe y fiscal de la estatal Empresa Nacional de Minería (Enami), firma de la cual llegaría a ser luego gerente general (1973-1974).
Cercano a Augusto Pinochet, jefe de Gobierno del país entre 1973 y 1989, formó parte de la primera Comisión Legislativa durante trece años (1976-1989).
Entre 1992 y 1996 se desempeñó como timonel de la Sociedad Nacional de Minería (Sonami), puesto que lo catapultó hasta la CPC.
Fue profesor de derecho procesal civil y derecho de minería en diversas universidades y abogado integrante de la Corte Suprema entre 1987 y 1990.